# إستر شوفالييه
إستر شوفالييه (بالفرنسية: Esther Chevalier)‏ هي مغنية أوبرا ومغنية فرنسية، ولدت في 1853 في مونتروج في فرنسا، وتوفيت في 1936.